# Iñaki Alonso Ormazábal
Iñaki Alonso Ormazábal (Lasarte, 10 de maig de 1970) és un exfutbolista basc, que ocupava la posició de migcampista.

## Trajectòria
Sorgeix del planter de la Reial Societat. Després de passar pel filial, el San Sebastián, a la campanya 90/91 debuta a la primera divisió amb els donostiarres, tot disputant un encontre.